# Михаил Кошкин
Михаил Илич Кошкин (на руски: Михаи́л Ильи́ч Ко́шкин; 3 декември 1898 г., Бринчаги, Ярославска област – 26 септември 1940 г.) е съветски конструктор на танкове, главен конструктор на известния среден танк Т-34. Т-34 е най-произвежданият танк през Втората световна война. Започва живота си като сладкар, но след това учи инженерство.
През 1937 г. Червената армия му възлага да ръководи конструкторско бюро KB-190 за проектиране на заместител на танковете BT в Харковския локомотивен завод на Коминтерна (KhPZ) в Харков. Кошкин си представи танка Т-34, след като танковете БТ, тествани по време на Гражданската война в Испания, се оказаха недостатъчно бронирани и податливи на запалване.
Кошкин твърди, че е нарекъл танка „Т-34“, защото е започнал да си представя проекти за танка през 1934 г. След като Съветската армия отхвърля неговия прототип, Кошкин започва частно да сглобява тестов прототип, върху който ще работи вечерта, след дълго време дни за проектиране на подобрения на танковете BT.
Умира от пневмония, която получава по време на зимните тестове на Т-34 на 26 септември 1940 г.
Михаил Кошкин е удостоен посмъртно с Държавната Сталинска награда през 1942 г. и с Ордена на Червената звезда . През 1990 г., малко преди окончателното разпадане на СССР, посмъртно е удостоен с най-високото гражданско отличие Герой на социалистическия труд.